# Пам'ятки Ковеля
Станом на 1 січня 2009 року в Ковелі нараховується 23 пам'яток архітектури і 20 пам'яток історії, усі — місцевого значення.

## Пам'ятки архітектури
| № п/п | Найменування пам'ятки (матеріал)             | Адреса                 | Дата спорудження (автор) | Охор. № та № у комплексі | Дата і № рішення                                   |
| ----- | -------------------------------------------- | ---------------------- | ------------------------ | ------------------------ | -------------------------------------------------- |
| 1     | Культова споруда (мур.)                      | вул. Незалежності      | 1700 р.                  | 34-Вл                    | Рішення виконкому обласної ради від 22.07.85 № 252 |
| 2     | Михайлівська церква (мур.)                   | вул. Незалежності      | 1910 р.                  | 79-м/1                   | Рішення виконкому обласної ради від 27.08.90 № 187 |
| 3     | Дзвіниця (мур.)                              | вул. Незалежності      | 1910 р.                  | 79-м/2                   | -//-                                               |
| 4     | Житловий будинок (мур.)                      | вул. Ветеранів, 22     | 1920 р.                  | 80-м                     | -//-                                               |
| 5     | Житловий будинок (мур.)                      | вул. Ветеранів, 16     | 20 ст.                   | 81-м                     | -//-                                               |
| 6     | Водонапірна башта (мур.)                     | вул. Ветеранів, 16     | 20 ст                    | 82-м                     | -//-                                               |
| 7     | Споруда (мур.)                               | вул. Ветеранів, 16     | 1920 р.                  | 83-м                     | -//-                                               |
| 8     | Житловий будинок (мур.)                      | вул. Косачів, 26       | 1910 р.                  | 84-м                     | -//-                                               |
| 9     | Житловий будинок (мур.)                      | вул. Незалежності, 89  | 1900 р.                  | 85-м                     | -//-                                               |
| 10    | Житлова споруда (мур.)                       | вул. Незалежності      |                          | 86-м                     | -//-                                               |
| 11    | Головний корпус (мур.)                       | вул. Незалежності, 120 | 1900 р.                  | 86-м/1                   | -//-                                               |
| 12    | Дворовий корпус (мур.)                       | вул. Незалежності, 122 | 1910 р.                  | 86-м/2                   | -//-                                               |
| 13    | Споруда колишньої російської гімназії (мур.) | вул. Театральна, 21    | 1910 р.                  | 87-м                     | -//-                                               |
| 14    | Споруда колишньої школи (мур.)               | вул. Театральна, 11    | 1910 р.                  | 88-м                     | -//-                                               |
| 15    | Споруда (мур.)                               | вул. С.Бандери, 16     | 20 ст.                   | 89-м                     | Рішення виконкому обласної ради від 27.08.90 № 187 |
| 16    | Синагога (мур.)                              | вул. Незалежності, 125 | 2 пол. 19 ст.            | 90-м                     | -//-                                               |
| 17    | Воскресенська церква (мур.)                  | вул. Незалежності, 124 | 1877 р.                  | 91-м                     | -//-                                               |
| 18    | Споруда школи (мур.)                         | вул. Брестська, 23     | 1907 р.                  | 92-м                     | -//-                                               |
| 19    | Житловий будинок (мур.)                      | вул. М.Левицького, 6   | 20 ст.                   | 93-м                     | -//-                                               |
| 20    | Житловий будинок (мур.)                      | вул. Незалежності, 132 | 1990 р.                  | 94-м                     | -//-                                               |
| 21    | Особняк (мур.)                               | вул. С.Бандери, 18     | 1920 р.                  | 95-м                     | -//-                                               |
| 22    | Залізничний вокзал (мур.)                    |                        | 20 ст.                   | 96-м                     | -//-                                               |
| 23    | Споруда (мур.)                               | вул. Шевченка, 14      | 1897 р.                  | 97-м                     | -//-                                               |
|       |                                              |                        |                          |                          |                                                    |

## Пам'ятки історії
| № п/п | Охоронний номер | Місцезнаходження пам'ятника, його адреса           | Найменування пам'ятника                                                                                       | Датування       | Автор                                            | Дата спорудження | Дата і № рішення облвиконкому (адміністрації), постанови Кабінету Міністрів України про взяття пам'ятника під охорону | На чиєму утриманні знаходиться |
| ----- | --------------- | -------------------------------------------------- | --- | --------------- | ------------------------------------------------ | ---------------- | --- | ------------------------------ |
| 1.    | 442             | вул. Незалежності, 38                              | Будинок, в якому знаходився Ковельський ревком                                                                | 1920            |                                                  |                  | 360-р від 04.08.69р.                                                                                                  | Виконкому Ковельської м/р      |
| 2.    | 26              | вул. Незалежності (на кладовищі)                   | Могила братська воїнів IV російської армії                                                                    | 1915-1918       |                                                  | 1918             | 360-р від 04.08.69р.                                                                                                  | Виконкому Ковельської м/р      |
| 3.    | 22              | вул. Незалежності (на кладовищі)                   | Могила братська воїнів Червоної армії                                                                         | 1939            | Місцеві майстри                                  | 1952             | 360-р від 04.08.69р.                                                                                                  | Виконкому Ковельської м/р      |
| 4.    | 21              | вул. Незалежності (на кладовищі)                   | Могила братська радянських воїнів                                                                             | 1944            | Львівська кераміко-скульптур- на фабрика         | 1958             | 360-р від 04.08.69р.                                                                                                  | Виконкому Ковельської м/р      |
| 5.    | 25              | вул. Незалежності (на кладовищі)                   | Могила Героя Радянського Союзу Олійника В. К.                                                                 | 1944            |                                                  | 1984             | 360-р від 04.08.69р.                                                                                                  | Виконкому Ковельської м/р      |
| 6.    | 24              | вул. Незалежності (на кладовищі)                   | Могила Героя Радянського Союзу Подколоднова В. Г.                                                             | 1944            |                                                  | 1984             | 360-р від 04.08.69р.                                                                                                  | Виконкому Ковельської м/р      |
| 7.    | 23              | вул. Незалежності (на кладовищі)                   | Могила Героя Радянського Союзу Смирнова В. А.                                                                 | 1944            |                                                  | 1984             | 360-р від 04.08.69р.                                                                                                  | Виконкому Ковельської м/р      |
| 8.    | 20              | вул. Незалежності (на кладовищі)                   | Могила братська радянських партизан                                                                           | 1944            | Місцеві майстри                                  | 1953             | 360-р від 04.08.69р.                                                                                                  | Виконкому Ковельської м/р      |
| 9.    | 19              | біля залізничного мосту                            | Пам'ятник на честь радянських воїнів                                                                          | 1941-1945       | Львівська кераміко-скульптурна фабрика           | 1956             | 360-р від 04.08.69р.                                                                                                  | Виконкому Ковельської м/р      |
| 10.   | 18              | сквер локомотив-ного депо                          | Меморіал на честь робітників локомотивного депо, що загинули в роки громадянської і Великої Вітчизняної війни | 1920; 1941—1945 | Корнілов В.                                      | 1969             | 360-р від 04.08.69р.                                                                                                  | Виконкому Ковельської м/р      |
| 11.   | 429             | вул. Незалежності (на кладовищі)                   | Могили братські радянських воїнів                                                                             | 1944            | Місцеві майстри                                  | 1956             | 477-р від 28.11.75р.                                                                                                  | Виконкому Ковельської м/р      |
| 12.   | 543             | вул. Незалежності                                  | Пам'ятник на честь радянських воїнів-визволителів                                                             | 1944            | Вінайкін В. П., Карловський Б. М., Жигулін В. К. | 1977             | 457-р від 16.10.78р.                                                                                                  | Виконкому Ковельської м/р      |
| 13.   | 575             | Пд.-сх. околиця міста, зліва на трасі Луцьк-Ковель | Пам'ятник на честь радянських артилеристів                                                                    | 1944            |                                                  | 1975             | 65-р від 10.02.82р.                                                                                                   | Виконкому Ковельської м/р      |
| 14.   | 694             | вул. Незалежності (на кладовищі)                   | Могила братська полковника Моргуліса А. В., підполковника Беседнова А. Я.                                     | 1944            |                                                  | 1984             | 267-р від 25.08.86р.                                                                                                  | Виконкому Ковельської м/р      |
| 15.   | 695             | вул. Незалежності (на кладовищі)                   | Могила братська підполковників Фадєєва Ф. С., Полякова В. Ф.                                                  | 1944            |                                                  | 1984             | 267-р від 25.08.86р.                                                                                                  | Виконкому Ковельської м/р      |
| 16.   | 696             | вул. Незалежності (на кладовищі)                   | Могила братська екіпажу паровоза Э4 701-27 32-і колони НКШС                                                   | 1945            |                                                  | 1984             | 267-р від 25.08.86р.                                                                                                  | Виконкому Ковельської м/р      |
| 17.   | 697             | вул. Незалежності (на кладовищі)                   | Могила капітана Яковлєва О. Я.                                                                                | 1945            |                                                  | 1984             | 267-р від 25.08.86р.                                                                                                  | Виконкому Ковельської м/р      |
| 18.   | 698             | вул. Незалежності (на кладовищі)                   | Могила гвардії молодшого сержанта Костіна В. К.                                                               | 1945            |                                                  | 1984             | 267-р від 25.08.86 р.                                                                                                 | Виконкому Ковельської м\р      |
| 19.   | 677             | вул. Незалежності (на кладовищі)                   | Могила капітана Григор'єва                                                                                    | 1944            |                                                  |                  | 415-р від 22.06.99р.                                                                                                  | Виконкому Ковельської м\р      |
| 20.   | 679             | вул. Незалежності (на кладовищі)                   | Могила лейтенанта Лещука                                                                                      | 1944            |                                                  |                  | 415-р від 22.06.99р.                                                                                                  | Виконкому Ковельської м\р      |
|       |                 |                                                    | |                 |                                                  |                  | |                                |

## Джерело
- Пам'ятки Волинської області